# چیاراخه (کوسکو-پونو)
چیاراخه (به اسپانیایی: Chiaraje) یک کوه در پرو است که در منطقه کوسکو و منطقه پونو واقع شده‌است. چیاراخه ۴٬۹۰۰ متر بالاتر از سطح دریا واقع شده‌است.